# VTR Open 2013 - Qualificazioni singolare
Le qualificazioni del singolare del VTR Open 2013 sono state un torneo di tennis preliminare per accedere alla fase finale della manifestazione. I vincitori dell'ultimo turno sono entrati di diritto nel tabellone principale. In caso di ritiro di uno o più giocatori aventi diritto a questi sono subentrati i lucky loser, ossia i giocatori che hanno perso nell'ultimo turno ma che avevano una classifica più alta rispetto agli altri partecipanti che avevano comunque perso nel turno finale.

## Teste di serie
1. Federico Delbonis (qualificato)
2. João Souza (primo turno)
3. Gastão Elias (ultimo turno)
4. Paul Capdeville (primo turno)

1. Dustin Brown (primo turno)
2. Dušan Lajović (qualificato)
3. Diego Schwartzman (qualificato)
4. Guido Andreozzi (ultimo turno)

## Qualificati
1. Federico Delbonis
2. Diego Schwartzman

1. Dušan Lajović
2. Gianluca Naso

## Tabellone

### Legenda
| - Q = Qualificato - WC = Wild card - LL = Lucky loser | - ALT = Alternate - SE = Special Exempt - PR = Protected Ranking | - w/o = Walkover - r = Ritirato - d = Squalificato |

### Sezione 1
|  | Primo turno             | Primo turno             | Primo turno             | Primo turno | Primo turno |  |  | Secondo turno | Secondo turno           | Secondo turno           | Secondo turno   | Secondo turno   |   |   | Ultimo turno | Ultimo turno      | Ultimo turno      | Ultimo turno | Ultimo turno |  |
|  |                         |                         |                         |             |             |  |  |               |                         |                         |                 |                 |   |   |              |                   |                   |              |              |  |
|  | 1                       | Federico Delbonis       | 6                       | 5           | 7           |  |  |               |                         |                         |                 |                 |   |   |              |                   |                   |              |              |  |
|  |                         | Facundo Bagnis          | 4                       | 7           | 64          |  |  | 1             | Federico Delbonis       | Federico Delbonis       | 7               | 6               |   |   |              |                   |                   |              |              |  |
|  | Alejandro González      | Alejandro González      | Alejandro González      | 2           | 4           |  |  |               | Sergio Gutiérrez Ferrol | Sergio Gutiérrez Ferrol | 5               | 1               |   |   |              |                   |                   |              |              |  |
|  | Sergio Gutiérrez Ferrol | Sergio Gutiérrez Ferrol | Sergio Gutiérrez Ferrol | 6           | 6           |  |  |               |                         |                         |                 |                 |   |   | 1            | Federico Delbonis | Federico Delbonis | 6            | 6            |  |
|  | Jorge Aguilar           | Jorge Aguilar           | 5                       | 6           | 1           |  |  |               |                         | 8                       | Guido Andreozzi | Guido Andreozzi | 3 | 2 |              |                   |                   |              |              |  |
|  | Steven Diez             | Steven Diez             | 7                       | 2           | 6           |  |  |               | Steven Diez             | 6                       | 2               | 4               |   |   |              |                   |                   |              |              |  |
|  | WC                      | Nicolás Jarry           | Nicolás Jarry           | 3           | 1           |  |  | 8             | Guido Andreozzi         | 3                       | 6               | 6               |   |   |              |                   |                   |              |              |  |
|  | 8                       | Guido Andreozzi         | Guido Andreozzi         | 6           | 6           |  |  |               |                         |                         |                 |                 |   |   |              |                   |                   |              |              |  |

### Sezione 2
|  | Primo turno           | Primo turno           | Primo turno           | Primo turno | Primo turno |  |  | Secondo turno         | Secondo turno         | Secondo turno         | Secondo turno     | Secondo turno     |   |   | Ultimo turno | Ultimo turno       | Ultimo turno       | Ultimo turno | Ultimo turno |  |
|  |                       |                       |                       |             |             |  |  |                       |                       |                       |                   |                   |   |   |              |                    |                    |              |              |  |
|  | 2                     | João Souza            | João Souza            | 4           | 2           |  |  |                       |                       |                       |                   |                   |   |   |              |                    |                    |              |              |  |
|  |                       | Tejmuraz Gabašvili    | Tejmuraz Gabašvili    | 6           | 6           |  |  | Tejmuraz Gabašvili    | Tejmuraz Gabašvili    | Tejmuraz Gabašvili    | 6                 | 6                 |   |   |              |                    |                    |              |              |  |
|  | Julio César Campozano | Julio César Campozano | Julio César Campozano | 7           | 6           |  |  | Julio César Campozano | Julio César Campozano | Julio César Campozano | 3                 | 1                 |   |   |              |                    |                    |              |              |  |
|  | Ricardo Hocevar       | Ricardo Hocevar       | Ricardo Hocevar       | 64          | 0           |  |  |                       |                       |                       |                   |                   |   |   |              | Tejmuraz Gabašvili | Tejmuraz Gabašvili | 62           | 1            |  |
|  | WC                    | Gonzalo Lama          | Gonzalo Lama          | 7           | 7           |  |  |                       |                       | 7                     | Diego Schwartzman | Diego Schwartzman | 7 | 6 |              |                    |                    |              |              |  |
|  |                       | Marco Trungelliti     | Marco Trungelliti     | 63          | 5           |  |  | WC                    | Gonzalo Lama          | 7                     | 6(1)              | 1                 |   |   |              |                    |                    |              |              |  |
|  |                       | Julian Reister        | Julian Reister        | 4           | 4           |  |  | 7                     | Diego Schwartzman     | 64                    | 7                 | 6                 |   |   |              |                    |                    |              |              |  |
|  | 7                     | Diego Schwartzman     | Diego Schwartzman     | 6           | 6           |  |  |                       |                       |                       |                   |                   |   |   |              |                    |                    |              |              |  |

### Sezione 3
|  | Primo turno     | Primo turno      | Primo turno      | Primo turno | Primo turno |  |  | Secondo turno | Secondo turno   | Secondo turno   | Secondo turno | Secondo turno |   |   | Ultimo turno | Ultimo turno | Ultimo turno | Ultimo turno | Ultimo turno |  |
|  |                 |                  |                  |             |             |  |  |               |                 |                 |               |               |   |   |              |              |              |              |              |  |
|  | 3               | Gastão Elias     | Gastão Elias     | 6           | 6           |  |  |               |                 |                 |               |               |   |   |              |              |              |              |              |  |
|  |                 | Fabiano de Paula | Fabiano de Paula | 3           | 3           |  |  | 3             | Gastão Elias    | Gastão Elias    | 6             | 6             |   |   |              |              |              |              |              |  |
|  | Agustín Velotti | Agustín Velotti  | 68               | 6           | 6           |  |  |               | Agustín Velotti | Agustín Velotti | 4             | 2             |   |   |              |              |              |              |              |  |
|  | Diego Junqueira | Diego Junqueira  | 7                | 3           | 4           |  |  |               |                 |                 |               |               |   |   | 3            | Gastão Elias | Gastão Elias | 3            | 67           |  |
|  | Javier Martí    | Javier Martí     | 64               | 7           | 6           |  |  |               |                 | 6               | Dušan Lajović | Dušan Lajović | 6 | 7 |              |              |              |              |              |  |
|  | Potito Starace  | Potito Starace   | 7                | 5           | 2           |  |  |               | Javier Martí    | 63              | 7             | 5             |   |   |              |              |              |              |              |  |
|  | WC              | Juan Carlos Saez | 6                | 3           | 2           |  |  | 6             | Dušan Lajović   | 7               | 5             | 7             |   |   |              |              |              |              |              |  |
|  | 6               | Dušan Lajović    | 1                | 6           | 6           |  |  |               |                 |                 |               |               |   |   |              |              |              |              |              |  |

### Sezione 4
|  | Primo turno             | Primo turno             | Primo turno      | Primo turno | Primo turno |  |  | Secondo turno           | Secondo turno           | Secondo turno           | Secondo turno | Secondo turno |   |   | Ultimo turno  | Ultimo turno  | Ultimo turno  | Ultimo turno | Ultimo turno |  |
|  |                         |                         |                  |             |             |  |  |                         |                         |                         |               |               |   |   |               |               |               |              |              |  |
|  | 4                       | Paul Capdeville         | Paul Capdeville  | 4           | 5           |  |  |                         |                         |                         |               |               |   |   |               |               |               |              |              |  |
|  |                         | Gianluca Naso           | Gianluca Naso    | 6           | 7           |  |  | Gianluca Naso           | Gianluca Naso           | Gianluca Naso           | 6             | 6             |   |   |               |               |               |              |              |  |
|  | Guilherme Clezar        | Guilherme Clezar        | 63               | 6           | 5           |  |  | Hans Podlipnik-Castillo | Hans Podlipnik-Castillo | Hans Podlipnik-Castillo | 3             | 2             |   |   |               |               |               |              |              |  |
|  | Hans Podlipnik-Castillo | Hans Podlipnik-Castillo | 7                | 2           | 7           |  |  |                         |                         |                         |               |               |   |   | Gianluca Naso | Gianluca Naso | Gianluca Naso | 7            | 6            |  |
|  | WC                      | Bastian Malla           | Bastian Malla    | 1           | 1           |  |  |                         |                         | Frederico Gil           | Frederico Gil | Frederico Gil | 5 | 3 |               |               |               |              |              |  |
|  |                         | Facundo Argüello        | Facundo Argüello | 6           | 6           |  |  | Facundo Argüello        | Facundo Argüello        | Facundo Argüello        | 2             | 4             |   |   |               |               |               |              |              |  |
|  |                         | Frederico Gil           | Frederico Gil    | 6           | 6           |  |  | Frederico Gil           | Frederico Gil           | Frederico Gil           | 6             | 6             |   |   |               |               |               |              |              |  |
|  | 5                       | Dustin Brown            | Dustin Brown     | 2           | 4           |  |  |                         |                         |                         |               |               |   |   |               |               |               |              |              |  |